# Andrea Kleeberg-Niepage
Andrea Kleeberg-Niepage ist eine deutsche Psychologin.

## Leben
Kleeberg-Niepage studierte von 1998 bis 2004 Psychologie (Diplom) an der FU Berlin. Von 2005 bis 2007 war sie klinische Psychologin in der Brandenburgklinik Wandlitz. 2005 war sie Lehrbeauftragte an der Freien Universität Berlin im Fachbereich Erziehungswissenschaften und Fachbereich Psychologie, Arbeitsbereich Theorie und Geschichte der Psychologie. 2007 wurde sie an der FU Berlin zur Dr. phil. promoviert (Fachbereich Erziehungswissenschaften und Psychologie). 
Von 2008 bis 2009 vertrat Kleeberg-Niepage die Professur für Entwicklungspsychologie am Fachbereich Angewandte Humanwissenschaften der Hochschule Magdeburg-Stendal (Studiengänge Rehabilitationspsychologie und Angewandte Kindheitswissenschaften). 2009 war sie Lehrbeauftragte am Fachbereich Angewandte Humanwissenschaften der Hochschule (Studiengang Bildung, Erziehung und Betreuung im Kindesalter). Anschließend war sie von 2009 bis 2011 wissenschaftliche Mitarbeiterin und Projektkoordinatorin am Institut für angewandte Familien-, Kindheits- und Jugendforschung der Universität Potsdam, Forschungsprojekte EKSE (Entwicklung kommunaler Strategien gegen Extremismus) und Jugend in Brandenburg 2010. Es folgte von 2012 bis 2013 eine Tätigkeit als wissenschaftliche Mitarbeiterin am Institut für Rehabilitationswissenschaften (Abteilung Rehabilitationspsychologie) der Humboldt-Universität zu Berlin, Studiengänge Rehabilitationspädagogik sowie Deaf Studies. 
Seit 2013 hat Kleeberg-Niepage die Professur für Entwicklungspsychologie/pädagogische Psychologie an der Universität Flensburg inne.

## Arbeitsschwerpunkte
Ihre Arbeitsschwerpunkte sind Entwicklungspsychologie des Kindes- und Jugendalters, Entwicklungsprozesse von Kindern und Jugendlichen im Kulturvergleich, Geschichte der Entwicklungspsychologie, Gelingensbedingungen inklusiver pädagogischer Settings, Studienmotivation von Lehramtsstudierenden und Methoden qualitativer Sozialforschung, insbesondere  die Entwicklung kindangemessener Forschungsmethoden (Schwerpunkt visuelle Daten).

## Schriften (Auswahl)
- Kinderarbeit, Entwicklungspolitik und Entwicklungspsychologie. Arbeitende Kinder als Herausforderung für die universalisierte eurozentrische Konstruktion von Kindheit. Hamburg 2007, ISBN 3-8300-3370-2.
- als Herausgeberin mit Dietmar Sturzbecher und Lars Hoffmann: Aufschwung Ost? Lebenssituation und Wertorientierungen ostdeutscher Jugendlicher. Wiesbaden 2012, ISBN 3-531-17805-9.
- als Herausgeberin mit Sandra Rademacher: Kindheits- und Jugendforschung in der Kritik. (Inter-)disziplinäre Perspektiven auf zentrale Begriffe und Konzepte. Wiesbaden 2018, ISBN 3-658-17089-1.